# Xestia rikovskensis
Xestia rikovskensis är en fjärilsart som beskrevs av Matsumura 1925. Xestia rikovskensis ingår i släktet Xestia och familjen nattflyn. Inga underarter finns listade i Catalogue of Life.